# CD-R

CD-R(Compact Disc Recordable)은 필립스사와 소니사가 개발한 콤팩트 디스크의 한 종류로서 많은 양의 자료를 디지털 형태로 저장할 수 있는 광학 외부기억 매체이다. CD-WORM(Compact Disc Write Once Read Many 또는 Compact Disc Write Once Read Mostly)이라고도 한다. 보통 데이터가 없는 상태로 제작되어 소비자가 직접 CD작성 기능이 있는 CD기록장치로 데이터를 기록할 수 있다. 저렴한 가격과 기존 CD드라이브와의 뛰어난 호환성으로 인해 전 세계적으로 널리 쓰인다. CD-R에 기록하는 행위는 영어로 원래 burn(태운다)한다고 쓰는데, 한국어로는 “굽는다”고 널리 말한다. 이는 CD-R에 데이터를 기록할 때 레이저를 이용하여 트랙에 열을 가하므로 완성된 CD가 따뜻해서 생긴 말이다. 주요 CD-R 제조업체로는 3M, 다이요유덴, 소니, SKC, 삼성, LG, HP, IMATION, SAEHAN, DDZONE 등이 있다. 저장 용량은 콤팩트 디스크의 일반 규격인 650-700 MB정도 된다.

## 특징
생산된 후에는 자료를 한번밖에 기록할 수 없는데, 표면에 처리된 화학약품이 레이저에 의해 변화되어 그 변화된 상태에 의해 자료를 읽기 때문이다. 초기에는 단 한번만 기록가능하여 ROM이란 이름이 붙여졌으나, 후에 소프트웨어와 하드웨어의 기술 발달로 인해 자료를 기록할 때 여분의 공간이 남을 경우 후에 추가기록을 할 수 있게 되었는데, 이 때에도 처음 남겨진 공간에 한해서 기록이 가능하다. 그러나. 기록공간이 남아 있더라도 이전에 자료를 기록할 때 마감 과정을 함께 기록했다면. 더 이상 추가기록을 할 수 없게 된다. 700MB 용량의 CD-R인 경우 680MB 이상의 데이터를 기록하면 자동으로 마감 과정이 함께 기록되어 역시 더이상의 추가기록은 불가능하게 된다.

## 규격
폴리카보네이트 재질의 두께 1.2mm와 120mm 지름을 가진 원형 디스크가 표준이며, 국제표준인 ISO 9660가 널리 쓰인다. 마이크로소프트 윈도우계열과 매킨토시계열을 비롯한 다양한 플랫폼에서 호환된다. 소리의 경우 74분, 컴퓨터 데이터의 경우, 650MB까지 저장되며 변형 CD-R은 90분의 음악과 870MB의 데이터를 기록 가능하다. 특정 CD라이터의 경우 데이터를 높은 밀도로 저장하는 방식으로 1.2GB를 저장하기도 한다.

## 속도
| 드라이브 속도 | 전송 속도   | 80분/700 MB CD-R 기준 쓰기 속도 |
| ------------- | ----------- | ------------------------------- |
| 1X            | 150 KiB/초  | 80 분                           |
| 4X            | 600 KiB/초  | 20 분                           |
| 8X            | 1200 KiB/초 | 10 분                           |
| 12X           | 1800 KiB/초 | 6.7 분                          |
| 32X           | 4800 KiB/초 | 2.5 분                          |
| 48X           | 7200 KiB/초 | 1.7 분                          |
| 52X           | 7800 KiB/초 | 1.5 분                          |

## 같이 보기
- CD-RW
- DVD-R
- DVD-RW